# Shawn Nelson
Shawn Timothy Nelson (Birdseye, 21 de agosto de 1959 — San Diego, 17 de maio de 1995) foi um veterano do Exército dos Estados Unidos e um encanador desempregado que roubou um tanque M60A3 Patton de um arsenal da Guarda Nacional dos Estados Unidos em San Diego, na Califórnia, e causou um grande tumulto em 17 de maio de 1995, destruindo carros, hidrantes e um veículo recreativo antes de ser baleado e morto pela polícia.

## Precedentes
Antes do incidente, Nelson foi hospitalizado em 1990 por lesões no pescoço e nas costas em um acidente de moto. Ele processou o hospital por 1,6 milhão de dólares, citando negligência, agressão, pilhagem e prisão falsa. Um juiz do tribunal superior rejeitou o caso, e o hospital contestou o processo e exigiu de Shawn o valor de seis mil, seiscentos e quarenta dólares em honorários médicos e despesas legais. Nelson alegou que ele foi forçado a ser tratado sem seu consentimento. 
Sua esposa de seis anos pediu o divórcio contra ele em 1991, e ambos os seus pais morreram de câncer em 1992. Scott Nelson, irmão de Shawn, disse que Shawn se tornou viciado em metanfetamina nos anos que antecederam o incidente. Seus vizinhos se queixaram às autoridades de Shawn gritando com o seu companheiro de quarto à noite. Nelson então começou a exibir comportamento incomum. Em uma ocasião, ele cavou um buraco de 4,6 metros (quinze pés) de profundidade em seu quintal em uma tentativa de encontrar uma mina de ouro. Em fevereiro de 1995, ele arquivou um aviso informando o condado de seus planos de minar rocha no seu quintal. O amigo de pesca de Nelson, Carson Honings, descreveu o poço da mina como o "novo passatempo" de Shawn. Em abril, ele apresentou duas reclamações de danos contra a cidade no total de dois milhões de dólares. Um deles foi por negligência policial, e outro por prisão falsa. 
Os problemas de pescoço e costas de Nelson, combinados com o roubo de seus equipamentos de encanamento de seu caminhão, efetivamente interromperam os seus negócios. Sem renda, as suas utilidades foram cortadas e a sua casa estava em execução hipotecária. Em abril de 1995, sua namorada morreu de overdose de drogas. Seu irmão, Scott, disse a seu respeito: "Meu irmão era um bom homem, e ajudava a qualquer pessoa. 

## Tanque
De acordo com a polícia de San Diego, na semana antes do ataque com o tanque, Nelson disse a um amigo que ele estava pensando em cometer suicídio, e no fim de semana seguinte, disse a um amigo que "Oklahoma era bom material", em aparente referência ao atentado de Oklahoma City que aconteceu cerca de um mês antes. Se Nelson condenou o ataque ou simplesmente quis dizer que ele gostou do drama não está claro. A polícia não acreditava que Nelson tivesse qualquer ligação com o bombardeio ou com um grupo terrorista. 
No crepúsculo da quarta-feira de 17 de maio , 1995, Nelson dirigiu sua caminhonete da marca Chevrolet ao arsenal da Guarda Nacional do Exército da Califórnia na vizinhança de Kearny Mesa de San Diego. Embora o portão do pátio do veículo estivesse geralmente trancado depois das cinco horas da noite, os funcionários do arsenal estavam trabalhando até tarde e deixaram o portão aberto. O pátio do veículo estava completamente deserto.
Nelson provavelmente usou um pé de cabra para abrir as escotilhas do tanque. Os tanques envolvidos começaram com um botão e não requeriam uma chave de ignição. Os dois primeiros tanques que invadiu não funcionaram. Como ele se abaixou no terceiro tanque, um M60A3 de cinquenta e sete toneladas, ele foi finalmente notado por um guarda, que se aproximou do tanque. Nelson ligou o veículo, e com poucas chances de um guarda detê-lo, o guarda correu para um telefone e chamou a polícia. Como as munições foram mantidas em outro edifício, nenhuma das armas do veículo poderia ser carregada ou usada por Nelson.
Nelson conduziu a polícia em uma perseguição televisada de vinte e três minutos pelas ruas do bairro Clairemont em San Diego. Phillip Cady foi o primeiro policial na cena da perseguição do tanque. O tanque teve uma velocidade máxima de trinta milhas por hora (48 km/h), fazendo uma lenta perseguição em comparação com as perseguições policiais envolvendo automóveis. O tanque de cinquenta e sete toneladas cruzou facilmente os sinais de trânsito, semáforos, bocas de incêndio e esmagou vários veículos estacionados, incluindo um RV. Ele até mesmo tentou derrubar uma ponte, correndo para os suportes, mas desistiu depois que ele não conseguiu derrubá-la. Ele eventualmente foi pego em uma barreira concreta da Rota 163 do Estado, enquanto tentava atravessar o tráfego em sentido contrário. Quatro policiais subiram no tanque. O oficial de polícia Paul Paxton, um sargento de artilharia na época, com a Reserva do Corpo de Fuzileiros Navais, abriu a escotilha. Os oficiais ordenaram a Nelson que se rendesse, mas ele não disse nada e começou a balançar o tanque de um lado para outro na tentativa de sair da mediana. O parceiro do oficial Paxton, Richard Piner, inclinou-se e atirou em Nelson. A bala entrou pelo ombro de Nelson. Nelson morreu mais tarde no hospital. Apesar de toda destruição generalizada, Nelson foi o único morto no incidente.
Perguntaram-se se era necessário que a polícia matasse Nelson. O capitão de polícia Tom Hall disse que se Nelson tivesse conseguido libertar o tanque, "ele poderia ter atingido nada menos que trinta e cinco veículos que estavam passando naquele momento". Como um policial disse, "se ele se soltasse de lá ou entrasse no trânsito, teríamos alguém morto".
A polícia afirmou que se fosse usada uma ação não letal, como gás lacrimogêneo, isso poderia ter parado Nelson, mas não o tanque, e os oficiais não poderiam entrar no tanque se ele ainda estivesse móvel com o gás lacrimogêneo presente. Scott Nelson alegou que a polícia estava justificada em disparar contra seu irmão. 